# Chalcomitra hunteri
Chalcomitra hunteri là một loài chim trong họ Nectariniidae.